# Mărculești
Cet article concerne la ville moldave. Pour la commune roumaine, voir Mărculești (Ialomiţa).
Mărculești est une ville moldave située dans le Raion de Florești, au nord-est de la Moldavie. La ville est un ancien shtetl, la population juive était importante avant de subir des exécutions de masse par des militaires roumains le 8 juillet 1941 lors de la Shoah.Ensuite en 1941-1944 le lieu servit à un ghetto organisé par le régime Ion Antonescu comme station sur la route des Juifs déportés vers la Transnistrie. Repeuplé après la guerre par le régime soviétique, sa population est d'environ 2 100 habitants.